# Dulce Pereira
Dulce Pereira (São José do Rio Preto, 1954), é uma comunicadora social e ex-diplomata brasileira, que entre outras atividades, presidiu órgãos como a Fundação Cultural Palmares e a Comunidade de Países de Língua Portuguesa.

## Primeiros anos
Proveniente de um família humilde, Dulce Pereira é filha de um enfermeiro e de uma dona de casa, e na infância e adolescência estudou em escola pública em São José do Rio Preto e já expôs em entrevista que lhe faltava dinheiro até para comprar o uniforme escolar. De 1962 a 1968, a crise econômica doméstica atingiu o momento mais crítico: «Comia macarrão todos os dias, não tinha outra coisa», afirmou certa vez.
Aos dezessete anos fez um concurso para estudantes e ganhou uma bolsa de estudos nos Estados Unidos. Lá, morou com uma família que apoiava o Partido Democrata. Nessa época, começou a participar do movimento estudantil negro. Naquele período, entrou em contato com membros do Congresso Nacional Africano, com o qual mantém grandes amizades até hoje.

## Carreira
Arquiteta com especialização em Comunicação social, trabalhou por anos na Anhembi Turismo, em São Paulo. Foi diretora de programas de rádio e tv e deu aulas em universidades e também foi presidente da Fundação Cultural Palmares de 1996 a 2000, função que acumulou por alguns meses quando assumiu o cargo de secretária-executiva da Comunidade dos Países de Língua Portuguesa (CPLP), indicada pelo então presidente Fernando Henrique Cardoso. Sua indicação foi feita dentro de um discurso do então presidente, no qual afirmava:
«(...) É com muito orgulho que apresento como candidata ao cargo de secretária-executiva da CPLP a doutora Dulce Maria Pereira. Entre inúmeros atributos, nossa candidata tem a seu favor uma extraordinária capacidade de concertação e diálogo, que pude comprovar quando exerceu a presidência da Fundação Cultural Palmares, instância do governo brasileiro.»
Aclamada como embaixadora após assumir a chefia do referido órgão, ganhou grande destaque na mídia internacional graças à sua ativa participação nos projetos de reconstrução do Timor-Leste, país que desde 2002 passou ser o oitavo membro da CPLP.

## Vida pessoal
A ex-diplomata é mãe de dois filhos.